# John de Vere, 13. Earl of Oxford
John de Vere, 13. Earl of Oxford KG (* 8. September 1442; † 10. März 1513), war ein englischer Adliger und erblicher Lord Great Chamberlain von England. Während der Zeit der Rosenkriege war er einer der wichtigsten Anhänger des Hauses Lancaster. Er war ein jüngerer Sohn des John de Vere, 12. Earl of Oxford, und der Elisabeth Howard.

## Leben

Wappen Johns de Vere

Sein Vater wie auch sein älterer Bruder, Aubrey, wurden 1462 von dem herrschenden York-König Eduard IV. wegen ihrer Anhängerschaft zum Hause Lancaster exekutiert, der Familienbesitz wurde eingezogen. John erhielt das Erbe allerdings 1464 wieder ausgehändigt und nahm an der Krönung der Elisabeth Woodville teil. Um dieselbe Zeit heiratete er Margarete Neville und wurde damit ein Schwager von Richard Neville, dem berüchtigten Königsmacher. Nach einer Verschwörung gegen den König wurde John 1468 im Tower von London inhaftiert, wurde aber im Folgejahr wohl auf Betreiben seines Schwagers wieder freigelassen. Seinen Schwager unterstützte er 1469 auch bei dessen Staatsstreich gegen König Eduard IV. und betrieb dabei die Hinrichtung von John Tiptoft, 1. Earl of Worcester, der seinerseits einst für die Enthauptung des 12. Earls of Oxford verantwortlich war.
1470 floh John nach Frankreich, um sich dort mit den Mitgliedern des Hauses Lancaster um Margarete von Anjou zu verbinden. Noch im selben Jahr kehrte er nach der Restaurierung König Heinrichs VI. nach England zurück. 1471 führte er für das Haus Lancaster in der verhängnisvollen Schlacht von Barnet den rechten Flügel, in der sie eine Niederlage gegen das Haus York erlitten; Neville wurde getötet und König Heinrich VI. wurde endgültig vom Thron gestoßen. John floh erneut nach Frankreich, von wo aus er mit der Unterstützung König Ludwigs XI. als Pirat mehrere Überfälle gegen die englische Küste durchführte. 1473 besetzte er den St Michael’s Mount, wo er erst nach einer mehrmonatigen Belagerung 1474 kapitulieren musste. John geriet erneut in die Gefangenschaft König Eduards IV., die er auf der Burg Hammes bei Calais verbrachte. 1476 stürzte er von den Mauern seines Gefängnisses in den Burggraben, ob dies ein beabsichtigter Selbstmord oder ein ernsthafter Fluchtversuch war, ist nicht zu ermitteln, jedenfalls setzte sich seine Gefangenschaft fort. Aber 1484 erlangte er doch die Freiheit, nachdem es im gelungen war den Burgkommandanten von Hammes zu einem Überlaufen auf die Lancaster-Seite zu bewegen.
John schloss sich dem Lancaster-Erben Heinrich Tudor an und führte dessen Heer 1485 in der siegreichen Schlacht von Bosworth, welche das Ende der Yorks und den Beginn der Tudorherrschaft einläutete. Vom neuen König Heinrich VII. erhielt er nicht nur seine Ländereien zurück, sondern wurde zusätzlich zum Lord High Admiral, Lord High Constable und 1486 zum Ritter des Hosenbandordens ernannt. In den folgenden Jahren blieb er dem Haus Tudor ein loyaler Heerführer und errang für dieses in der Schlacht von Stoke 1487, als Kommandant der Vorhut, und als Oberbefehlshaber in der Schlacht von Blackheath 1497 Siege gegen Prätendenten des Hauses York.
De Vere hatte keine Kinder, weshalb ihm nach seinem Tod sein Neffe John de Vere in Besitz und Titel nachfolgte.

## Weblink
- John de Vere, 13th Earl of Oxford auf thepeerage.com, abgerufen am 11. September 2016.

| Vorgänger    | Amt                                 | Nachfolger   |
| ------------ | ----------------------------------- | ------------ |
| John de Vere | Earl of Oxford 1462–1475, 1485–1513 | John de Vere |
| John de Vere | Lord Great Chamberlain 1462–1513    | John de Vere |

| Personendaten    | Personendaten                     |
| ---------------- | --------------------------------- |
| NAME             | Vere, John de, 13. Earl of Oxford |
| KURZBESCHREIBUNG | englischer Adliger und Politiker  |
| GEBURTSDATUM     | 8. September 1442                 |
| STERBEDATUM      | 10. März 1513                     |